# Station Kępnica
Station Kępnica is een spoorwegstation in de Poolse plaats Kępnica.